# Santa Cruz, Guanajuato
Santa Cruz är en ort i Mexiko.   Den ligger i kommunen Santa Catarina och delstaten Guanajuato, i den centrala delen av landet, 210 km nordväst om huvudstaden Mexico City. Santa Cruz ligger 1 591 meter över havet och antalet invånare är 153.
Terrängen runt Santa Cruz är huvudsakligen kuperad, men åt nordost är den bergig. Santa Cruz ligger nere i en dal. Runt Santa Cruz är det ganska glesbefolkat, med 25 invånare per kvadratkilometer. Närmaste större samhälle är Victoria, 16,7 km nordväst om Santa Cruz. Omgivningarna runt Santa Cruz är i huvudsak ett öppet busklandskap.